# Mario Bazán
Mario Bazán Argandoña (Lima, 1 de septiembre de 1987) es un atleta afroperuano especialista en pruebas de medio fondo, sobre todo en 3000 con obstáculos. Tiene el récord nacional en Perú en 1500 m, 5000 m y 3000 m con obstáculos. También tiene el récord el récord suramericano sub-23 en 3000 con obstáculos. Fue ganador de la medalla de bronce en 3000 metros con obstáculos, en los Juegos Panamericanos de Lima 2019.

## Participación internacional

### Olimpiadas de Londres 2012
- Participó en 3000 con obstáculos en Londres 2012

### Campeonato Mundial
- Berlín 2009: Primera ronda (3000 metros con obstáculos).

### Campeonato Iberoamericano
- Iquique 2008: 1 medalla de oro (3000 metros con obstáculos).[2]

### Juegos Bolivarianos
- Sucre 2009: 1 medalla de oro (3000 metros con obstáculos) y 1 medalla de bronce (1500 metros planos).[3][4]

### Juegos ODESUR
- Buenos Aires 2006: 1 medalla de oro (3000 metros con obstáculos).[5]